# Pevný disk

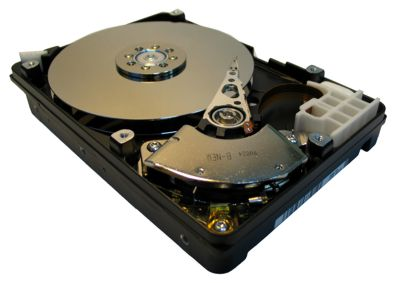
Vnitřek disku: v popředí je výkyvné rameno se čtecí a zápisovou hlavou, v pozadí kotouč horní plotny s hřídelí hnacího motoru uprostřed

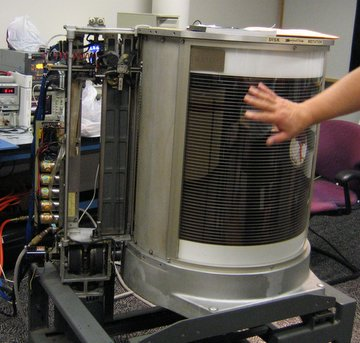
Disková paměť IBM 350 z roku 1957 (3,7 MB)

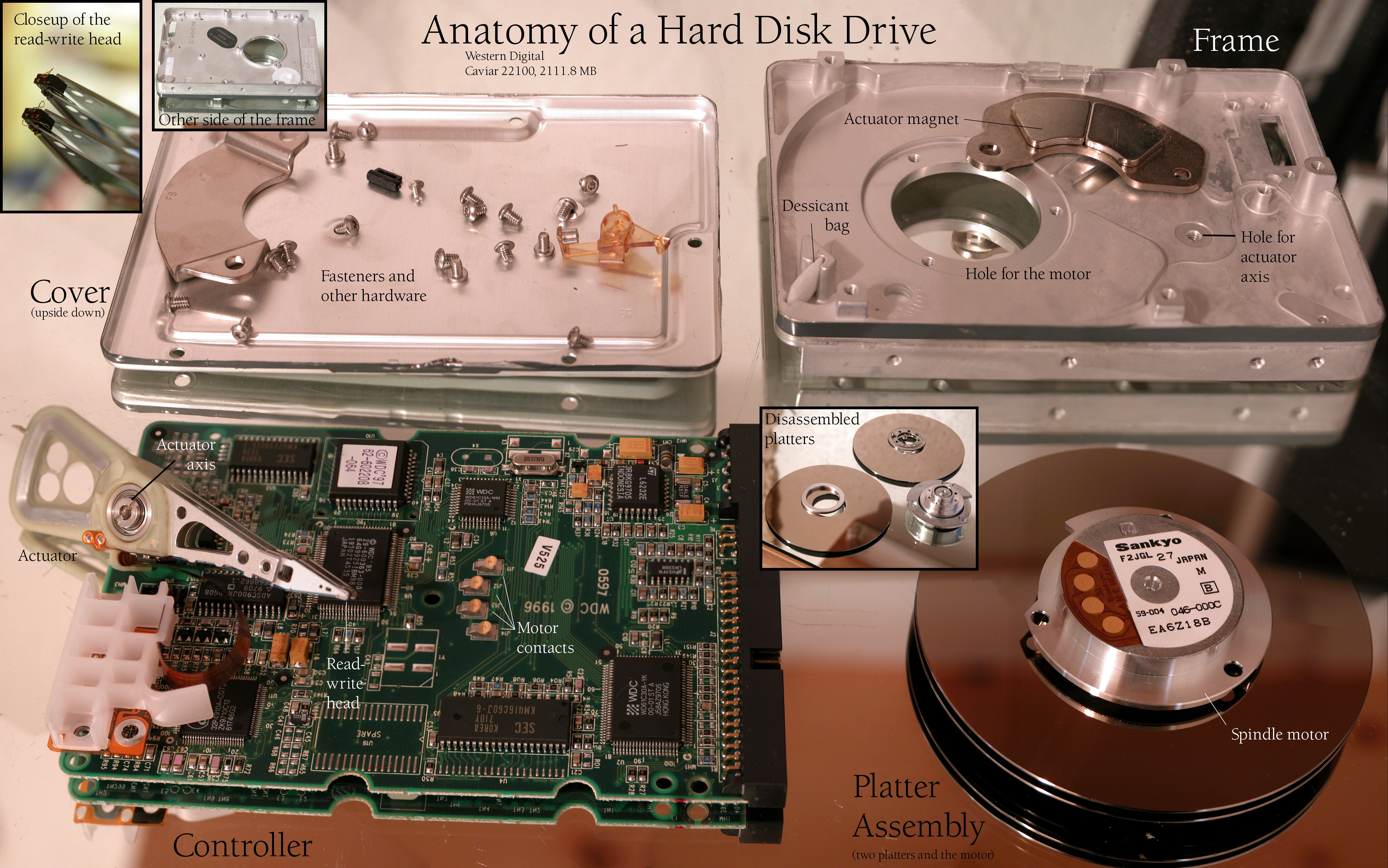
„Anatomie“ pevného disku. Nahoře zleva hlavy, víko a kovové tělo. Vlevo dole je řídící elektronika a pohyblivé raménko se čtecími/záznamovými hlavami, vpravo dole sestava vřetene, motoru a ploten.

Pevný disk (zkratka HDD, anglicky Hard Disk Drive) je elektromechanické zařízení pro záznam a čtení adresovatelných dat, paměť o velké kapacitě a s pomalejším přístupem než operační paměť RAM.
Používá se v počítačích jako sekundární a záložní paměť, ve spotřební elektronice (např. videorekordéry) k dočasnému nebo trvalému uchovávání většího množství dat. Ukládání a čtení probíhá pomocí magnetické indukce. Skládá se z pohonu a vřetene, na něž je navlečena kruhová deska, či několik desek (podle potřebné kapacity) s magnetickým povrchem, který zapisují a snímají pohyblivé hlavy, zpravidla po jedné na každém povrchu (jedna deska má dva povrchy a každý povrch svou hlavičku).
Předchůdcem pevných disků byla magnetická páska a magnetický buben, tyto ovšem trpěly o několik řádů delšími přístupovými dobami (než se pásek převinul). První komerční pevné disky se objevily v roce 1956, nejprve pro sálové počítače. Díky stále důmyslnějším technologiím se parametry pevných disků za 50 let zlepšily o 3 až 8 řádů, tento trend se však od roku 2010 patrně zpomaluje, protože disky se blíží hranici fyzikálních možností (limity se obcházejí zahřívání povrchu laserem obdobně jako u CD-ROM, plnění speciálními plyny atd.). Jejich největším konkurentem jsou polovodičové paměti SSD, které neobsahují žádné pohyblivé součásti. Jsou menší, úspornější, o tři řády rychlejší a spolehlivější než paměti magnetické. Na rozdíl od „volatilní“ RAM paměti, jejíž obsah se při odpojení od zdroje proudu ztrácí, jsou HDD/SSD non-volatilní, tedy jejich obsah zůstává zachován (ovšem časem degraduje a za několik desítek let se stává nečitelným). Označení „pevný disk“ se často užívá v širokém slova smyslu, takže může zahrnovat i SSD úložiště a další druhy pamětí, pokud plní stejnou funkci a pro software se jeví jako vnější paměťové zařízení, které se dá adresovat.
Mezi hlavní charakteristiky pevného disku patří jeho kapacita (KB, MB, GB, TB), přístupová doba (ms) a přenosová rychlost (MB/s). Určitá část jeho kapacity není pro uživatele dostupná, protože je používána souborovým a operačním systémem počítače (MBR, tabulka rozdělení disku, nealokované sektory připravené jako náhrada chybných sektorů apod.), případně má vestavěnou redundanci pro opravu chyb a obnovu. Výkon je určen rychlostí přenosu dat a přístupovou dobou, která má dvě složky: čas k přesunu hlav na určenou stopu nebo válec a tzv. latenci, tj. čas, než se požadovaný sektor (blok) dostane pod hlavu. Latence tedy závisí na rychlosti otáčení disku (typicky 5400, 7200, 10000 otáček za minutu). Moderní pevné disky mají nejčastěji průměr 3,5 palce pro stolní počítače a 2,5 palce především pro notebooky či servery. HDD jsou připojeny k systémům kabely SATA (Serial ATA), kdysi PATA (Parallel ATA), USB nebo SAS (Serial Attached SCSI), či nově bez kabelů přímo přes M.2 konektory na základní desce.

## Charakteristika

### Typické parametry (2024)
- Kapacita – 0,5 až 24 TB (= 1012, bilion byte)
- Přístupová doba – několik ms (od 4 ms, obvykle 8 ms, lacinější přes 10 ms)
- Rychlost otáčení – lacinější desktopové 5400, obvykle 7200, rychlejší serverové 10 až 15 tisíc otáček za minutu
- Přenosová rychlost – desítky MB/s (náhodný přístup), přes 150 MB/s (sekvenční čtení) u M.2 disků až jednotky GB/s
- RAM cache – 8 až 512 MB RAM

## Vlastnosti
Hlavními důvody velkého rozšíření pevných disků byla velká kapacita, poměrně rychlá přístupová doba, spolehlivost a skutečnost, že uchování dat nevyžaduje trvalé napájení (po vypnutí se jedná o non-volatilní paměť, která zachová data). Přitom, na rozdíl od magnetické pásky, umožňuje přímý přístup k jednotlivým blokům záznamu s velkou přístupovou rychlostí (u páskových jednotek trvalo převíjení z místa na místo i desítky sekund). Navíc má výhodný poměr kapacity a ceny disku i dostatečnou rychlost čtení a zápisu dat. Hlavní nevýhodou je mechanické řešení, které je technologicky náročné, má větší spotřebu elektrické energie, vyšší hmotnost a je náchylné na poškození při nešetrném zacházení (prach, vlhkost, otřesy nebo náraz při zápisu/čtení dat).
Data jsou na disku uložena jako zmagnetizovaná místa na magneticky tvrdším materiálu záznamové vrstvy. Záznam provádějí záznamové a čtecí hlavy, obvody z magneticky měkkého materiálu s cívkou a mezerou, podobně jako u páskového magnetofonu. Tatáž hlava slouží i ke čtení, kdy se pohybem zmagnetizovaných bodů na záznamové vrstvě indukuje v cívce elektrický proud. U nejnovějších typů HDD s extra velkou kapacitou se místo zápisu dopředu ohřívá laserem, obchází se tak technologické omezení, kdy šířka hlavy je mnohem větší než je nutná velikost stopy a došlo by k přepisu hned několika stop najednou. Hustota záznamu může být tím větší, čím užší je mezera a čím blíž je povrch hlavy k záznamové vrstvě.
Záznamové desky (plotny) přitom nelze vyrobit tak, aby ve směru osy vůbec „neházely“, čili aby jejich povrchy byly dokonale rovinné a kolmé na osu otáčení. Proto se konstruktéři dlouho drželi magnetických bubnů, jejichž povrch může mít menší házivost. Hlavy tak mohly být blíž k povrchu, což umožňuje vyšší hustotu záznamu. Mají ovšem jen jeden povrch, a tudíž i malou kapacitu. Konstrukci disků umožnil teprve vynález plovoucích hlav (na vzduchovém polštáři, ne v tekutině), které pružina přitlačuje k povrchu poměrně značnou silou a potřebný odstup udržuje proud vzduchu mezi rotujícím povrchem a hlavou. Přitom se používají různé technologie záznamu a různá kódování uložených dat.

## Historie pevných (mechanických) disků
| Parametr               | V roce 1956            | V roce 2024            | Poměr    |
| ---------------------- | ---------------------- | ---------------------- | -------- |
| Kapacita (formátovaná) | 3.75 MB                | 24 TB                  | 3,73×106 |
| Objem                  | 1,9 m3                 | 34 cm3                 | 56 000   |
| Hmotnost               | 910 kg                 | 62 g                   | 15 000   |
| Přístup                | asi 600 ms             | 2.5 až 10 ms           | asi 200  |
| Cena                   | USD 9 200 za MB (1961) | USD 0,032 za GB (2015) | 3×108    |
| Hustota dat            | 31,25 bit/mm2          | 2 Gbit/mm2 (2015)      | 6,5×108  |
| Poruchovost            | ~2000 hodin MTBF       | ~2 500 000 hodin MTBF  | 1250     |

Tabulka vpravo ukazuje, jak se parametry disků zlepšily za necelých 60 let. Prvním diskovým systémem byl IBM 350 RAMAC z roku 1956, který měl na 50 plotnách o průměru 61 cm kapacitu 3,75 MB dat. Roku 1962 se objevil disk IBM 1311 s výměnnými svazky o kapacitě 2 MB a roku 1973 model IBM 3340, přezdívaný Winchester, s kapacitou až 70 MB. Nejstarší disky měly velice složitý vystavovací mechanismus, u IBM 350 se dvojice hlav navíc ještě přesouvala svisle a obsluhovala všech 50 ploten. U disků s výměnným svazkem se hlavičky pohybovaly v přímce po poloměru ploten do středu, což bylo technologicky i energeticky náročné.
S prvními přenosnými počítači bylo nutné zmenšit rozměry disků a s nástupem počítačů napájených z baterií také jejich energetickou náročnost. K tomu výrazně přispěl zjednodušený vystavovací mechanismus: plotny nejsou výměnné a místo lineárního pohybu ke středu byly hlavy umístěny na výkyvném raménku, které se otáčí kolem pevné osy. Na jednodušší připojení se zaměřila firma Seagate a vyvinula diskové rozhraní ST-506/412, které se stalo standardem pro výrobce disků ve své době. První 2,5" disk vyvinula společnost PrairieTek v roce 1988 a měl kapacitu 20 MB. Tato velikost disků se stala standardem v oblasti stolních počítačů. IBM se vrátila do hry v oblasti disků pro osobní počítače v roce 1999 s modelem Microdrive o kapacitě 170 MB. Záhy však tento segment opustila a prodala jej japonské společnosti Hitachi. Postupně tak vstoupily na trh kromě Seagate také firmy Western Digital, Toshiba a další s disky s paralelním rozhraním PATA a později sériovým SATA.
Nároky na kapacitu disků prudce vzrostly, když se na ně vedle textů začaly ukládat obrázky a akustické záznamy, kdežto filmy a hry si vynutily i daleko vyšší přenosové rychlosti. Rychlost otáčení se zvyšovala od 5400 přes 7200 a 10 000 až k 15 000 otáček za minutu, kdy už odstředivé síly působí velké potíže. Tyto rychlé disky byly původně určeny pro podnikové servery, ale díky jejich skvělým vlastnostem a cenové dostupnosti si je pořizovali i milovníci počítačových her.

## Technický popis

### Diskové plotny

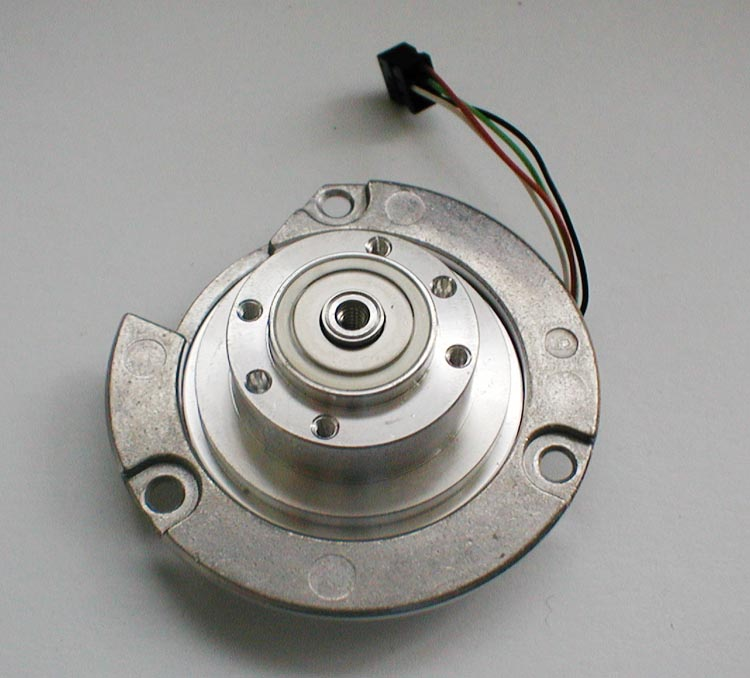
Krokový motor pohánějící plotny disku

Data jsou na pevném disku uložena v podobě magnetického zápisu. Disk tvoří kovové nebo keramické desky – tzv. plotny, pokryté tenkou magneticky tvrdší vrstvou (viz hysterezní křivka). Hustota datového záznamu se udává jako počet bitů na měrnou jednotku plochy disku (bitů/palec², bitů/mm²). Plotny jsou neohebné (odtud pevný disk) na rozdíl od ohebných ploten v disketách (anglicky floppy disk). Plotna bývá v současných discích jedna (výjimečně několik) o průměru 3,5″, 2,5″ nebo 1,6″ a otáčí se na vřetenu poháněném elektromotorem.

### Hlavy

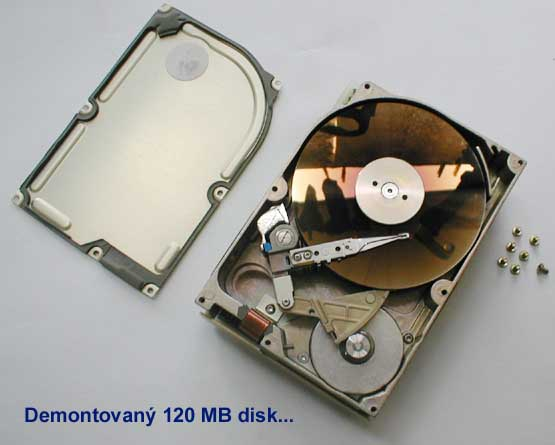
Demontovaný starý disk. Všimněte si vystavovací mechaniky.

Čtení a zápis dat na magnetickou vrstvu zajišťuje čtecí a zápisová hlava. Dříve se používaly magnetodynamické hlavy, nyní se používá krystal měnící vodivost podle intenzity magnetického pole. Hlava „plave“ na vzduchovém polštáři těsně nad povrchem, ve vzdálenosti řádově několika nanometrů (10−9m). Proti mechanickému poškození při doteku hlavy (head crash) bývá povrch magnetické záznamové vrstvy chráněn velmi tenkou vrstvou teflonu, případně napařenou vrstvou uhlíku.
Zařízení, které vystavuje čtecí hlavy na správnou pozici nad povrchem se nazývá vystavovací mechanismus. Ve starších discích (viz fotografie) se používal přesný krokový motor, který ocelovým páskem otáčí „patkou“, spojenou s raménkem a hlavami. Hlavy se pohybovaly po přímce. V novějších discích se používá rychlejší lineární motor, plochá cívka na raménku hlav, jež je polohuje v závislosti na protékajícím elektrickém proudu v silném poli permanentního magnetu. Hlavy se tedy pohybují po kružnici. Princip pohonu je stejný jako u membrány reproduktoru. Po přerušení napájení hlavy samočinně „zaparkují“ do klidové polohy mimo záznamovou oblast. Z pevných disků se tedy dají demontovat velmi silné a křehké magnety ze slitin neodymu (Nd2Fe14B), gadolinia aj.
Operace nutné pro čtení nebo zápis dat:
1. vystavit čtecí hlavu na průměr žádané stopy,
2. vyčkat na utlumení rozkmitu způsobeného setrvačností hlav (vystavení trvá řádově milisekundy [ms]),
3. vyčkat než se žádaný sektor či blok otáčením disku dostane pod čtecí hlavu (tzv. latence).

Průměrný (střední) čas, za který je disk připraven číst nebo zapisovat data, se označuje jako přístupová doba. V současné době je okolo 8,5 ms, u disků s 15 000 ot./min je to pod 4 ms. Při vystavení hlav na požadovanou stopu je možné číst a zapisovat data bez pohybu hlav i ze stop o stejném poloměru na všech ostatních površích, která tvoří tzv. válec (cylinder). Pro vyšší výkon disku jsou data takto také organizována, viz kapitola Organizace dat.

### Pohon disku, hřídel

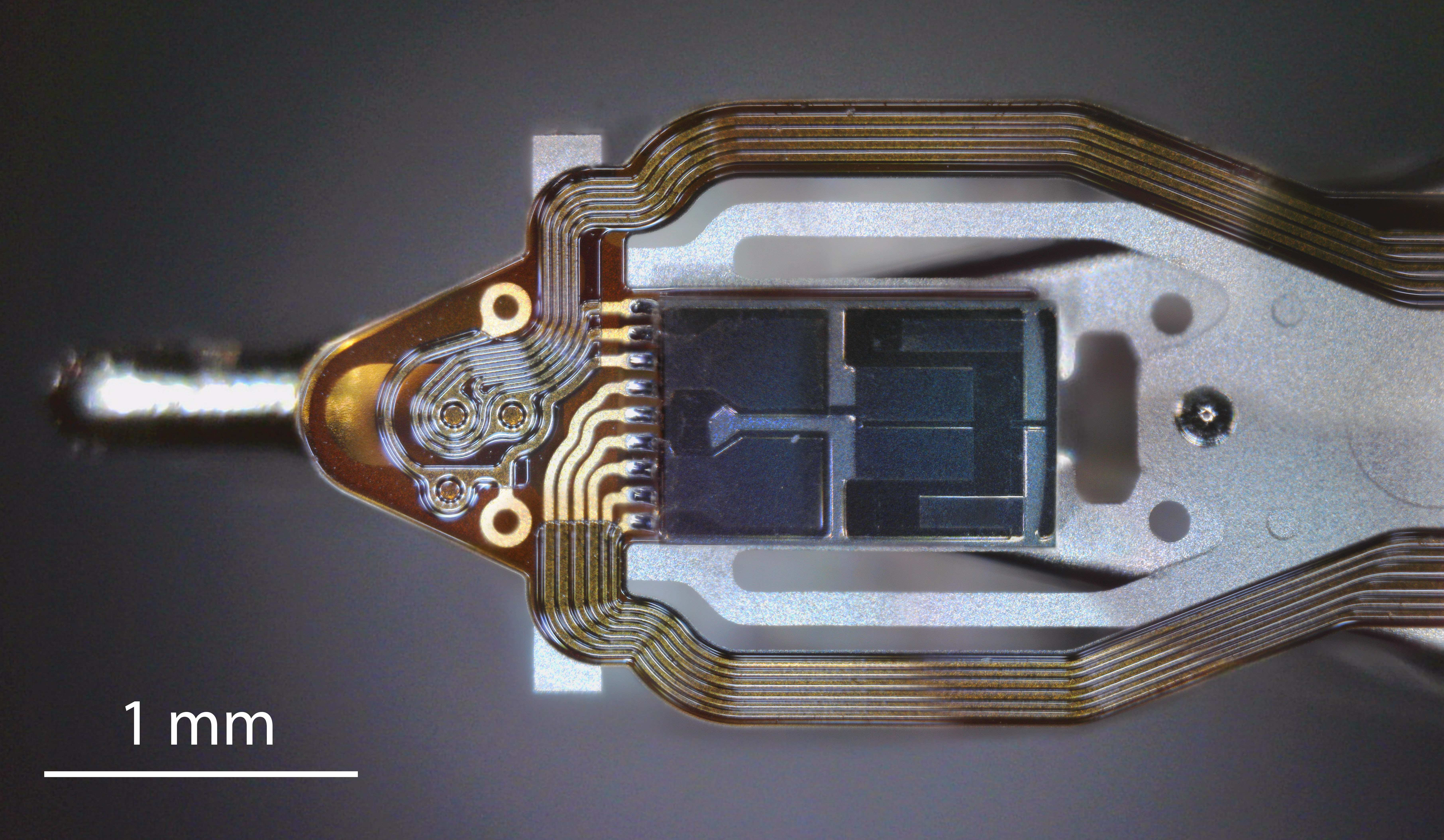
Hlava disku (2013)

Na společné hřídeli může být umístěno i několik diskových kotoučů. Na pohonu disku, otáčkách hřídele, je závislá průměrná čekací doba. Čím jsou otáčky větší, tím je čekací doba menší. Vyšší rychlost otáčení disku ještě nemusí znamenat přínos. Mezi rychlostí otáčení a provozními podmínkami platí: Čím více otáček, tím horší provozní podmínky. S rostoucím počtem otáček roste tvorba tepla uvnitř pouzdra disku, což zvyšuje nároky na ventilaci.Pokud tedy nemá takový disk dokonalou ventilaci, vede to k častějšímu výskytu chyb a tím i ke snížení životnosti. Průměrná rychlost otáčení je dnes 4200, 5400, 7200, 10000 a 15000 ot/min. 

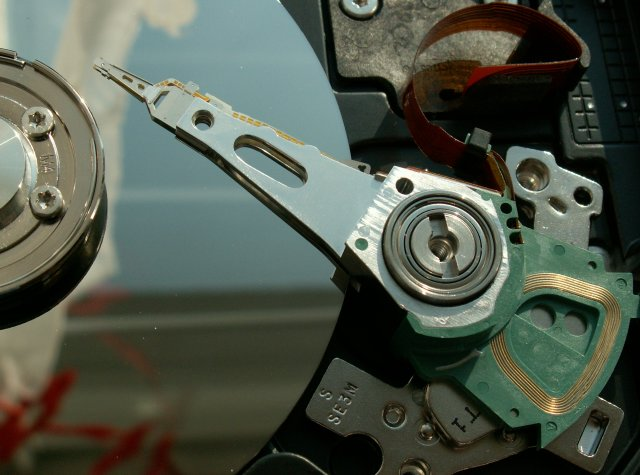
Vystavovací mechanismus moderního disku

## Organizace dat
Data jsou na povrchu pevného disku organizována do soustředných kružnic zvaných stopy, každá stopa moderního disku obsahuje pevný počet sektorů. Povrch může být rozdělen do několika zón, čím blíž ke středu, tím je buď větší hustota záznamu nebo naopak menší počet sektorů na stopu. Sektor (blok) je nejmenší adresovatelnou jednotkou disku s pevnou délkou (původně 512 byte na sektor, v současné době typicky 4 KB na sektor). Pokud disk obsahuje více povrchů, všechny stopy stejného poloměru – a tedy přístupné bez pohybu čtecí hlavičky – se nazývají cylindr (válec). Uspořádání stop, povrchů a sektorů se nazývá geometrie disku.
Adresa fyzického sektoru na disku se skládá z čísla stopy (cylindru) pro vystavení hlav, z čísla povrchu pro přepnutí hlavy a konečně čísla sektoru, které určuje latenci (čekání, než se disk pootočí do žádané polohy).
Pro přístup k datům disku se používala starší metoda adresace disku Cylindr-Hlava-Sektor (zkráceně CHS), která disk adresuje podle jeho geometrie – odtud název CHS – Cylinder (cylindr), Head (hlava), Sector (sektor). Hlavní nevýhodou byla u osobních počítačů IBM PC omezená kapacita takto adresovaného disku (8 GB) a software musel rozlišovat různé geometrie disků.
U disků vyšších kapacit na rozhraní ATA již adresa sektoru neodpovídá skutečné fyzické geometrii disku (implementaci). Tato novější metoda adresování disku se označuje jako LBA (anglicky Logical Block Addressing) a sektory se číslují průběžně. Není třeba znát geometrii disku, je možné adresovat až 144 PB (144 miliónů GB). Rozhraní SCSI používá lineární číslování sektorů disku již od své první verze, ostatní novější rozhraní také již obdobnou metodu používají.
Pevný disk může být rozdělen na diskové oddíly, takže je logicky rozčleněn na více menších částí, se kterými operační systém pracuje tak, jako by to byly samostatné disky. Alternativou k diskovým oddílům jsou logické svazky, LVM.
Pro zvýšení bezpečnosti uložených dat se zejména v serverech používá technologie RAID (dříve Redundant Array of Inexpensive Disks, dnes spíše Redundant Array of Independent Disks – pole nezávislých disků s redundancí). RAID umožňuje spojit několik fyzických disků v jeden logický disk, kde se data zaznamenávají současně na více disků (zrcadlení disků) a mohou tedy být stále dostupná i v případě, že jeden z disků v poli selže. Jiné typy RAIDu zvyšují rychlost a odezvu (např. prokládáním či rozprostřením uložených dat).

## Technologie S.M.A.R.T.
Pomocí technologie S.M.A.R.T. (Self-Monitoring, Analysis and Reporting Technology) se periodicky měří a sledují vlastnosti a chování pevného disku a při detekci kritických hodnot dojde k odeslání varování operačnímu systému. Jde tedy o technologii, která za určitých podmínek dokáže předvídat selhání pevného disku.

## Zacházení
Protože pevné disky obsahují pohyblivé mechanické součásti, jsou náchylnější k poruchám než jiné součásti počítače. Zvláště s běžícími disky je třeba zacházet velmi opatrně. Při mechanickém rázu (impulsu síly) se může čtecí hlava dotknout povrchu plotny, jejíž záznamová vrstva je velice citlivá na mechanické poškození a proto se poškozená oblast stane nečitelnou a data či celý disk jsou zničena.
Částečnou ochranou proti nárazu hlaviček do povrchu disku je tzv. parkování čtecích hlav. Při vypnutí disku se automaticky uloží hlavy mimo datovou oblast. Dnes se hlavy parkují na plastové ližiny a díky tomu nedochází ke kontaktu s plotnou. Hlavně 2,5" disky mívají pohybové čidlo a pokud zjistí rychlý či prudký pohyb, snaží se rychle posunout čtecí hlavy do parkovací polohy.

## Rozhraní pevných disků
Pro připojení pevných disků k počítači jsou používána různá rozhraní.
V osobních počítačích bývalo nejrozšířenějším rozhraní ATA (Advanced Technology Attachment, což je v podstatě synonymum názvu IDE Integrated Drive Electronics, pro lepší odlišení retroaktivně přejmenované na PATA). ATA rozhraní je relativně jednoduché a tedy i levné. Má maximální teoretickou přenosovou rychlost okolo 1 Gb/s = 133 MB/s (prakticky zhruba poloviční). Při připojení jednoho disku je rychlost dostačující, protože pevný disk dokáže pracovat s datovým tokem až 640 Mb/s = 80 MB/s. Na jeden ATA kabel je ovšem možné připojit dva disky, takže se rychlost ATA rozhraní rozděluje mezi ně.
Sériové rozhraní SATA (Serial ATA) je nástupcem klasického ATA rozhraní. Jeho výhodou je vyšší rychlost; vyšší inteligence řadiče, umožňující optimalizaci datových přenosů NCQ; možnost připojování disků za chodu systému (tzv. Hot Swap) a menší rozměry kabelů, které nebrání proudění vzduchu ve skříni a tedy zlepšují chlazení počítačů. Z hlediska operačního systému je řízení disků pomocí tohoto rozhraní shodné s paralelní ATA.
U komerčních počítačů se pro dosažení vyššího výkonu (především počtu operací za sekundu) používá rozhraní SCSI (čti [skazi], zkratka Small Computer System Interface). Na jedno rozhraní (resp. kabel) je možné připojit více periférií, a to i různých typů. Maximální délka propojujícího kabelu je u SCSI obecně větší než u standardu ATA/IDE. SCSI rozhraní je mnohem sofistikovanější než ATA/IDE, což samozřejmě znamená vyšší cenu jak řadičů v počítači, tak i samotných pevných disků, a proto je používáno zejména u serverů a pracovních stanic.
Kromě SCSI se používalo též rozhraní Fibre Channel, který používá pro propojení počítačovou síť. Pro externí disky (umístěné mimo skříň počítače) se používají rozhraní USB (Universal Serial Bus) či FireWire (IEEE 1394) a od roku 2004 i eSATA.

## Výrobci a prodej
V průběhu času více než 200 společností vyrábělo pevné disky. Současně ovšem mezi největší výrobce patří firmy: Western Digital, Seagate a Toshiba. Jejich produkce je převážně v oblasti Pacifiku. Celosvětové tržby za disková úložiště poklesly o 4 % ročně z vrcholu 38 miliard dolarů, kterého dosáhly v roce 2012, na 27 miliard dolarů v roce 2016. Produkce pevných disků vzrostla o 16 % ročně, z 335 exabytů v roce 2011 na 693 exabytů v roce 2016. V tomto období zároveň poklesly zásilky o 7 % za rok z 620 milionů kusů na 425 milionů. Firmy Seagate a Western Digital mají každá okolo 40–45% celkových zásilek, zatímco Toshiba se pohybuje okolo 13–17 %.

## Vývoj cen
První pevný disk IBM Model 350 se dodával pouze s počítačovým systémem RAMAC 305 a jeho pronájem stál přes 3000 amerických dolarů měsíčně. Hodnota 3000 amerických dolarů před 50 lety byla mnohem větší, než je dnes. Nejlepší pevné disky na trhu byly celou dobu drahou záležitostí. Když se v roce 1981 začal prodávat zmíněný 2,5 GB pevný disk, cena začala na částce 81 000 amerických dolarů. A to bylo potřeba ještě koupit počítač, který by s tímto diskem pracoval. První 5,25 palců velký disk s kapacitou 5 MB, který se v 80. letech používal v domácnostech, stál okolo 3 000 amerických dolarů. Podobná cena pak zůstala i pro 10 MB, který ten první brzy nahradil. Toto také vysvětluje, proč byly první domácí počítače prodávány bez pevných disků a spoléhaly se pouze na diskety. Jak úložný prostor na pevných discích rostl, stával se levnější a levnější. Průměrná cena za 1 GB v posledních 30 letech klesla z 100 000 amerických dolarů na pár centů. Pro představu: 5 MB pevný disk od společnosti Apple stál v roce 1981 okolo 3 500 amerických dolarů. To je po přepočítání přes 700 000 amerických dolarů za 1 GB.

## Externí disk
Disky sálových počítačů byla samostatná zařízení velikosti pračky nebo ledničky. V roce 2018 jsou externí disky s kapacitou 0,5 až 4 TB, typicky s rychlostí 5 400 ot/min a s rychlou vyrovnávací pamětí (cache) v desítkách MB, připojují se přes rozhraní USB 3.0. Ceny začínají kolem 1000 Kč, kdežto konkurující SSD o stejné kapacitě jsou zhruba dvojnásobně dražší. Výhoda je možnost přenášení a výměny externího disku.

## Alternativy
Solid-state drive (zkratka SSD) je typ datového média, který ukládá data na polovodičovou flash paměť. Na rozdíl od klasických pevných disků neobsahuje pohyblivé mechanické části a má mnohem nižší spotřebu elektrické energie (příkon). SSD emuluje rozhraní používané pro pevné disky (typicky SATA nebo ATA), aby je mohl snadno nahradit. SSD nemají latenci a tak snadno dosahují vyšších rychlostí při čtení, než nabízejí pevné disky. Nevýhodou ovšem je vyšší cena v poměru ke kapacitě.
SSD jsou poměrně drahé a mechanické zase pomalé. Logická je proto myšlenka, zda by nemohl být nějaký disk, který by zkombinoval oba předchozí disky. Většina uživatelů to řeší tím, že si na operační systém pořídí rychlý SSD disk a pro data, ke kterým nepřistupuje tak často, disk mechanický. Vývojáři přišli na trh s diskem, který má rychlou flash paměť, kde je OS a často používaná data, kdežto na mechanické části disku jsou pak multimediální data, která nejsou tak často používaná. Tento disk pak nazvali SSHD, neboli hybridní disk.